# Franz Preuschen von Liebenstein
Franz Freiherr Preuschen von und zu Liebenstein (* 8. März 1845 in Sankt Goarshausen; † 31. Dezember 1908 in Wiesbaden) war ein deutscher Gynäkologe.

## Leben
Preuschen, Sohn von Ludwig von Preuschen von und zu Liebenstein, studierte an der Julius-Maximilians-Universität Würzburg, der Königlichen Universität zu Greifswald, der Universität Wien und der Universität Basel Medizin. Ab 1866 war er Mitglied des Corps Nassovia Würzburg. 1869 wurde er zum Dr. med. promoviert. Von 1870 bis 1877 war er Assistenzarzt an der Greifswalder Frauenklinik. Er habilitierte sich 1876 und wurde Extraordinarius. Als Geheimer Medizinalrat wohnte er später im heimatlichen Oberspai, ab 1895 in Wiesbaden und zuletzt in Braubach. Im Dreikaiserjahr wurde er in die Deutsche Akademie der Naturforscher Leopoldina gewählt.

## Werke
- Beiträge zu Albert Eulenburgs Real-Encyclopädie der gesammten Heilkunde. Erste Auflage.
  - Band 14 (1883) (Digitalisat), S. 346–376: Vagina; S. 565–576: Vulva